# Marta Prat
Marta Prat Calmet (nacida el 24 de julio de 1981 en Tarrasa, Barcelona) es una jugadora de hockey sobre hierba española. Disputó los Juegos Olímpicos de Atenas 2004  con España, obteniendo un décimo puesto. 

## Participaciones en Juegos Olímpicos
- Atenas 2004, puesto 10.